# Karen Mails
Karen Henrietta Mails (Kent, Inglaterra; 4 de octubre de 1952) es una actriz, bailarina y vedette británica que hizo carrera en Argentina

## Carrera
Nacida el 4 de octubre de 1952, en un pequeño pueblo de la localidad de Kent, Inglaterra, su padre fue un miembro de las Fuerzas Aéreas. Cuando tenía 18 años sus padres la llevaron a Medio oriente, donde a partir de ese momento vivió en Bagdad, Baréin y Kuwait, hasta que a los siete años la llevaron de nuevo a su país. Empezó a tomar clases de baile a los 3 años, y a los 11 ya ingresó como interna en una Escuela de artes, allí aprendió todo sobre el canto, baile y actuación. A los 15 años se fue a Londres para seguir estudios superiores.
En Inglaterra integró el grupo de bailarinas Blue- Bell Girls cuando apenas tenía 16 años de edad y donde hizo presentaciones en el famosos Lido de París. A los 12 años apareció en la televisión de ese país en el programa del cómico Dick Emery.
Llegó con ese grupo en 1971 a Buenos Aires, Argentina, para hacer una gira con una revista encabezada por Nélida Lobato y José Marrone. Su regreso definitivo se dio al año siguiente.
Karen Mails se lució en los espacios revisteriles con mucha notoriedad a mediado de 1970 y 1980. Se perfeccionó al estudiar danza sumado a su característica bellaza: Ojos claros, pelo rojizo y su magnífica figura.
Su talento y belleza la llevó rápidamente a la pantalla grande con películas como Maridos en vacaciones en 1975 y Las turistas quieren guerra en 1977, ambas con la dupla cómica Alberto Olmedo - Jorge Porcel.
En teatro empezó en 1973, como media vedette en el Teatro Astros. Siguió en la misma sala pero esta vez como segunda vedette junto a Susana Giménez y Moria Casán. También actuó en el Sana Souci y junto al genial cómico Jorge Luz en la Bola Loca, junto a él compartió escena en la obra musical Luz verde estrenada en el Teatro El Colón.

## Filmografía
- 1973: Los doctores las prefieren desnudas..............corista con dolor de espalda
- 1975: Maridos en vacaciones....................................inglesa
- 1977: Las turistas quieren guerra..............................turista sueca (conquista de Alberto)

## Televisión
- 1974: Doménica Montero, como Norma Ojeda Campos-Baigorria.
- 1977: El humor de Niní Marshall, como Paula "Doña Pola".[1]
- 1980: Hilda, como Andrea Salvatierra.
- 1981: Pilar, como Helena Yankelevich.
- 1982: Mercedes, como Esther Barrionuevo.
- 1983: Luján, como Paulina Jaureguiberry.
- 1986-1987: Pasión y poder, como Camila Durán.

## Teatro
- El Maipazo del año (1971, Teatro Maipo) protagonizada por José Marrone y Nélida Lobato con Jorge Porcel, Don Pelele, Haydée Padilla, Alberto Anchart, Adriana Parets, Los Ranqueles, Sal Angélica, Oscar Valicelli, Herman el insólito, The Royal Blue-bell Girls y Ricardo Ferrante.
- Gran despiplume en el Maipo (1972, Teatro Maipo) protagonizada por Jorge Porcel y Nélida Lobato con Haydée Padilla, Juan Carlos Altavista, Norman Briski, Mónica Lander, Elizabeth Aidil, Oscar Valicelli, Julio Fedel y The Royal Blue-bell Girls.
- En vivo y en desnudo (1973), en el Teatro Astros, con Don Pelele, Fidel Pintos, Olinda Bozán, Alfredo Barbieri, Vicente Rubino, Susana Brunetti, Tristán, Mariquita Gallegos, Mario Sánchez, Carlos Scazziotta y Tita Merello.
- Frescos y fresquitas (1973, Teatro Astros) con Alfredo Barbieri, Don Pelele, Moria Casán, Carlos Scazziotta, Julia Alson, Mario Sánchez, Alberto Irízar, Sonia Grey y María Rosa Fugazot.
- La Revista de Oro, de Gerardo Sofovich (1974, Teatro Astros) con Jorge Porcel, Nélida Roca, Susana Giménez, Alfredo Barbieri, Don Pelele, Nelly Láinez, Vicente Rubino, Fidel Pintos, Carlos Scazziotta, Alberto Irízar, Mario Sánchez, Tita e Isabel Coel, Mirtha Amat y Rorian Zambelli.
- Sans Souci (1974) con Juan Verdaguer, Pochi Grey y Mister Chasman.
- La gran noche (1974), junto a Juan Verdaguer, Pochi Grey, Chan- Dú, Los llaneros, Mister Chasman y el bailarín Jorge Aguer.
- Había una vez... Ámbar... Luz y Sombra (1975), con Jorge Luz y Pedro Sombra.
- El pequeño Marshall-Luz Ilustrado (1976), junto a Jorge Luz y Niní Marshall.[2]
- Luz Verde (1976).
- Cocktails para tres (1977), junto a Jorge Luz y Amelita Baltar.[3]